# Metro w Glasgow

Schemat linii metra w Glasgow

Metro w Glasgow (Glasgow Subway) – system szybkiej kolei podziemnej w szkockim mieście Glasgow, w Wielkiej Brytanii. System składa się z 15 stacji rozmieszczonych na jednej linii o łącznej długości 10,4 km. Metro zostało otwarte 14 grudnia 1896 roku, jako drugi w Wielkiej Brytanii, a trzeci na świecie system kolei podziemnej. Charakterystyczną cechą metra w Glasgow jest nietypowy rozstaw szyn wynoszący cztery stopy, czyli 1220 mm. Przekrój tuneli w Glasgow wynosi 3,4 m, co wymusza stosowanie pociągów o małej wysokości. Operatorem systemu jest utworzona w 2006 roku spółka Strathclyde Partnership for Transport. Każdego dnia z metra w Glasgow korzysta około 35 tysięcy pasażerów.